# Najlepszy Rezerwowy PLK
Najlepszy Rezerwowy PLK – wyróżnienie przyznawane co sezon najlepszemu rezerwowemu zawodnikowi Polskiej Ligi Koszykówki. Nagroda jest przyznawana na podstawie głosowania dziennikarzy, piszących o lidze PLK. Jest to wyróżnienie nieoficjalne, laureat nie otrzymuje żadnej statuetki.
| Sezon   | Zawodnik           | Nar.              | Zespół                               |        |
| ------- | ------------------ | ----------------- | ------------------------------------ | ------ |
| 2003/04 | Mark Miller        | Stany Zjednoczone | Prokom Trefl Sopot                   | [ 1 ]  |
| 2009/10 | Gintaras Kadžiulis | Litwa             | Trefl Sopot                          | [ 2 ]  |
| 2010/11 | Daniel Kickert     | /                 | Turów Zgorzelec                      | [ 3 ]  |
| 2011/12 | Daniel Kickert (2) | /                 | Turów Zgorzelec (2)                  | [ 4 ]  |
| 2012/13 | Rašid Mahalbašić   | /                 | Asseco Prokom Gdynia (2)             | [ 5 ]  |
| 2013/14 | Damian Kulig       | Polska            | PGE Turów Zgorzelec (3)              | [ 6 ]  |
| 2014/15 | Damian Kulig (2)   | Polska            | PGE Turów Zgorzelec (4)              | [ 7 ]  |
| 2015/16 | Justin Jackson     | Stany Zjednoczone | Energa Czarni Słupsk                 | [ 8 ]  |
| 2016/17 | Marc Carter        | Stany Zjednoczone | BM Slam Stal Ostrów Wielkopolski     | [ 9 ]  |
| 2017/18 | Marc Carter (2)    | Stany Zjednoczone | BM Slam Stal Ostrów Wielkopolski (2) | [ 10 ] |
| 2018/19 | Bartosz Diduszko   | Polska            | Polski Cukier Toruń                  | [ 11 ] |
| 2019/20 | Mateusz Dziemba    | Polska            | Start Lublin                         | [ 12 ] |
| 2020/21 | Rolands Freimanis  | Łotwa             | Zastal Enea BC Zielona Góra          | [ 13 ] |
| 2021/22 | Kyndall Dykes      | Stany Zjednoczone | Anwil Włocławek                      | [ 14 ] |
| 2022/23 | Bryce Brown        | Stany Zjednoczone | King Szczecin                        | [ 15 ] |